# Želešice
Želešice är en ort i Tjeckien.   Den ligger i regionen Södra Mähren, i den sydöstra delen av landet, 190 km sydost om huvudstaden Prag. Želešice ligger 206 meter över havet och antalet invånare är 1 284.
Terrängen runt Želešice är platt.Runt Želešice är det ganska tätbefolkat, med 155 invånare per kvadratkilometer. Närmaste större samhälle är Brno, 8,9 km norr om Želešice. Trakten runt Želešice består till största delen av jordbruksmark.